# Tatiana Nikolaevna Glebova
Tatjana Nikolajewna Glebova (en russe : Татьяна Николаевна Глебова, née le 28 mars 1900 à Saint-Pétersbourg et décédée le 4 mars 1985 à Petrodworez) était une artiste peintre, graphiste et illustratrice soviétique. 

## Biographie
Son père Nikolaï Nikolaïevitch Glebov (1864-1941) était un homme politique et entrepreneur. La poétesse Anna Barykova (en) (1839 - 1893) était sa grand-mère et son oncle était l'ingénieur et entrepreneur Andrei Nikolaevich Glebov (1858-1895).
Glebowa a fréquenté le lycée de jeunes filles de Marija Nikolajewna Stojunina (épouse du pédagogue et journaliste Vladimir Stoyunin (en)) à Saint-Pétersbourg. Glebowa a vécu avec sa famille de 1918 à 1921 dans le domaine de Korotnevo (Andreizewo) près de la Mologa (à l'embouchure de la Mologa dans la Volga) dans l'oblast de Yaroslavl. Elle a étudié au conservatoire de musique de Rybinsk.
À l'automne 1921, Glebova revient à Petrograd et étudie au conservatoire de Petrograd. C'est là qu'elle rencontre les musiciens Marija Judina et Isai Braudo, avec lesquels elle noue une longue amitié. En 1922, elle quitte ce conservatoire et travaille à la Manufacture nationale de porcelaine Lomonossov. En 1924, elle étudie avec Alexander Iwanowitsch Sawinow (en) dans son atelier privé.
En 1925, Glebova s’installe dans l’atelier de Pavel Filonov et devient son élève. En 1927, l'Association des Maîtres de l'Art Analytique (MAI) est fondée par des étudiants et amis de Filonov, et avec laquelle Glebova réalise la conception artistique de la Maison de la presse à Leningrad. Des tableaux sont créées par paires pour une exposition. Ainsi, Glebova et Alisa Poret créent une fresque murale sur laquelle la bande de droite de Poret représentait des mendiants et des sans-abri et la bande de gauche de Glebova représentait la prison. Cette exposition du MAI a été un grand succès. La Prison de Glebova se trouve au Musée Thyssen-Bornemisza de Madrid tandis que Les Mendiants et les Sans-abri de Poret est une propriété privée. Glebova a toujours travaillé selon la méthode analytique de Filonov, sans renoncer à son individualité.
En 1926, Glebova a commencé à illustrer des livres pour enfants pour des éditeurs de Leningrad et de Moscou, notamment pour DetGis. Avec Poret, elle a conçu environ 16 livres. Elles ont également travaillé pour les magazines pour enfants Igel et Zeisig. Glebova était amie avec les poètes Alexandre Vvedenski et Daniil Harms de 1927 jusqu'à leur arrestation après le déclenchement de la guerre en 1941. Elle a illustré les poèmes et les livres de Harms et a réalisé son portrait dans les années 1930. De 1929 à 1932, elle illustre quatre livres de Vvedensky avec Poret. En 1931, le photographe Pawel Mokijewski prend une série de photographies. Harms n'a participé qu'à un seul film ,Mariages inégaux, avec deux photos avec Glebova et deux photos avec Alisa Poret.
En 1931, Glebowa a conçu le décor de la pièce Die Meistersinger von Nürnberg de Richard Wagner au Kleines Operntheater . Après cela, elle a travaillé pour le théâtre et le cinéma jusqu'en 1943. En 1931, Poret et Glebova ont peint la Maison de profil (également Profil de notre maison ), qui a été très apprécié par Filonov. Lorsque Poret a déménagé de Leningrad à Moscou après la guerre en 1945, elle a coupé sa part du tableau Maison de profil et l'a emporté avec elle. L'emplacement de cette partie est inconnu. Les héritiers de Glebova ont fait don d'une partie du tableau au Musée d'art de Iaroslavl en 1989.
En 1932, Glebova et Alisa Poret, avec leurs collègues du MAI, reprirent la conception artistique du livre Kalevala, qui fut publié en 1933 par la maison d'édition Academia de Leningrad. En 1932-1933, Glebova participe à l'exposition Artistes après 15 ans de la RSFSR au Musée russe de Leningrad et à la Galerie Tretiakov de Moscou. En 1934, la collaboration avec Poret prend fin.
En 1941, lorsque la guerre éclate, Glebova séjourne à Leningrad et connaît le premier hiver du blocus. Elle tient un journal et travaille artistiquement tous les jours. En décembre 1941, elle enterre son père et le professeur Filonov. À l'été 1942, elle est évacuée à Alma-Ata avec sa mère, qui meurt. Glebova travaille et participe à des expositions. Elle épouse Vladimir Sterligov qui étudie alors avec Kasimir Malevitch puis revient avec lui à Leningrad fin 1945.
Dans les années 1950, Glebova peint de nombreux tableaux, mais ils seront rarement exposés. Durant ces années, elle était amie avec Vera (Traugott) Janowa, Benedikt Liwschiz, Jakow Semjonowitsch Druskin et Vsevolod Petrov. Avec son mari, elle crée des images dans son nouveau langage visuel. De 1963 à 1966, ils sont au centre de l’école Altpeterhofer pour les artistes et les personnes partageant les mêmes idées. En 1968, après de nombreuses années d'efforts, Glebova, Sterligov et Pavel Salzman ouvrent la première exposition Filonov à Leningrad. Glebova écrit ses souvenirs de son professeur : « Comment nous avons étudié avec Filonov ». Elle a ensuite écrit des souvenirs de Maria Yudina (1973), Anna Akhmatova (1975) et Daniil Kharms (1975-1976). Depuis 1971, elle organise des expositions de quartier dans son atelier avec son mari et également après sa mort en 1973. Au cours de ses dernières décennies, ses œuvres ont adopté un thème mystique et religieux.
Elle est inhumée au cimetière de Peterhof.

## Œuvres
Les œuvres de Glebova se trouvent au musée russe de Saint-Pétersbourg, à la galerie Tretiakov de Moscou, au musée historique de Saint-Pétersbourg, au musée Pouchkine de Moscou et au musée de la culture organique de Kolomna.
En 1926-1941, Glebova a travaillé selon la méthode analytique de Filonov sans renoncer à son individualité. Elle a respecté ses principes de base et n'en a pas dévié jusqu'à la fin de sa vie. 
« Творчество Т. Н. Глебовой дорого мне тем, что я ценю и ищу в искусстве — синтезом живописных достоинств, оригинальности мысли и чувства, с одной стороны, и глубоким чутьем жизни, правдой и искренностью — с другой. Самостоятельность мысли, неподкупность и, конечно, талант гарантируют долгую жизнь её произведениям. »
— Vsevolod Vladimirovitch Voïnov

« L'œuvre de T. N. Glebova m'est chère en raison de ce que j'apprécie et recherche dans l'art - la synthèse des mérites picturaux, l'originalité de la pensée et du sentiment, d'une part, et un sens profond de la vie, de la vérité et de la sincérité, d'autre part. L'indépendance d'esprit, l'incorruptibilité et, bien sûr, le talent garantissent une longue vie à ses œuvres. »
Trois thèmes dominent dans l'œuvre de Glebova. Le premier thème, apparu dans les années 1920, est celui des scènes de genre : musiciens de rue, accidents dans la rue et dans la vie quotidienne, enterrements d'enfants, bains de femmes, coiffeurs, jeux d'enfants, bagarres et querelles, meurtres, commerce de marché, personnes handicapées et autres sujets de la vie urbaine. 
Le deuxième thème de l'œuvre est "l'homme et ses changements futurs". L'artiste peint de nombreux portraits, dont certains sont peints non pas avec une ressemblance extérieure, mais "avec une ressemblance intérieure". L'artiste représente également des transformations de visages, peint des têtes de statues en marbre ("Gatchina"), des sculptures en bois ("Madones gothiques"), des dieux païens ("Justification du paganisme"), des visages de mosaïques paléochrétiennes, des portraits du Fayoum. 
Le troisième thème est défini par Glebova elle-même comme le mysticisme de la religion. Il comprend l’abîme iconique de ses œuvres des années 1920 et 1930, ainsi que des œuvres religieuses et philosophiques sérieuses des dernières années de sa vie. L'artiste dépeint des abîmes exprimés en couleurs, des espaces variés et une géométrie spirituelle. Dans l'après-guerre, l'œuvre de Glebova accorde une place importante à l'image de la nature et du paysage. Elle soutient l'idée de Filonov d'une connexion organique, mais la développe d'une manière particulière